# Rader Insel
Die Rader Insel ist eine künstliche Insel im Nord-Ostsee-Kanal östlich von   Rendsburg.

## Lage
Die Insel liegt im Kreis Rendsburg-Eckernförde, Schleswig-Holstein. Sie erstreckt sich vom namengebenden Rade b. Rendsburg nach Schacht-Audorf und Borgstedt im Südwesten. Der größere Nordostteil der Insel gehört zur Gemeinde Rade, der kleinere Südwestteil zur Nachbargemeinde Schacht-Audorf. Ein kleiner Teil im äußersten Südwesten gehört zu Borgstedt.

## Geschichte
Die Insel ist etwa 2,5 Kilometer lang und bis zu 625 Meter breit. Sie entstand, als der Kanal zwischen 1912 und 1914 bei Borgstedt begradigt wurde, zwischen dem bisherigen Kanalbett in der Borgstedter Enge und dem weiter südlich gebauten neuen Kanalbett.
1937 wurde eine Brücke von Borgstedt zur Rader Insel gebaut. Bis zu diesem Zeitpunkt war die Insel nur über die Eisenbahnfähre der Bahnstrecke Osterrönfeld–Rader Insel zu erreichen.
Seit 1972 überquert in 49 m Höhe die Bundesautobahn 7 auf der Rader Hochbrücke den Nord-Ostsee-Kanal, die Rader Insel und die Borgstedter Enge.